# Hasítófüggvény
A hasítófüggvények informatikában használt speciális eljárások a kereső algoritmusoknál használt indexstruktúrák, hasítótáblák felépítésére. Ezeket a hasítótáblákat nagy méretű adatállományok adatelemeinek gyors, hatékony megkeresésére használják. A hasítótáblák a bináris fastruktúrák és a láncolt listák mellett a leggyakrabban használt indexstruktúrák a modern kereső alkalmazásokban. Alkalmazásuk esetén gyakran használják a hesselés (hashing) kifejezést, ami gyakran félreértésekhez vezet, mivel a magyar nyelvben ugyanez a kifejezés használatos a kriptográfiai hashfüggvény, illetve más hashfüggvények, mint például érzékelési hashfüggvények használatakor is.

## Az eljárás
Az informatika mindmáig legfontosabb kutatási területe minél jobb keresőalgoritmusok kidolgozása. Az már az 1950-es években világossá vált, hogy hagyományosan a nyers erőt használó szekvenciális kereső algoritmusok nem kellően hatékonyak.
A legtöbb kereső módszer egy adott K értéknek egy adattábla kulcsaival történő összehasonlításán alapul. A hasításos módszer egy harmadik lehetőség. Esetében egy a K értéken végzett aritmetikai művelet segítségével kiszámolunk egy f(K) függvényt, ez határozza meg a K érték helyét az adatállományban. Ezt a módszert nevezik a hasításos keresés módszerének. Sajnos ezeknek a függvényeknek a megtalálása nagyon nehéz, különösen ha azt is figyelembe vesszük, hogy lehetőség szerint az azonos érték hozzárendelését is el kell kerülni.
Ezért a f(K) függvények hasítóértékének keresése során fel kell adni az egyértelműség követelményét, azaz megengedhető több kiinduló értékhez ugyanaz az f(K) hasítóérték hozzárendelése. Ekkor viszont szükséges egy módszer az azonos hasítóértékű elemek megkülönböztetésére.